# Baby (пісня Джастіна Бібера)
«Baby» (укр. Дитина) — пісня канадського співака Джастіна Бібера. Вийшов як провідний сингл з другої частини дебютного альбому Бібера My World 2.0. Написана Бібером з Крістофером "Трікі" Стюартом і Теріусом «The-Dream» Нешом, які раніше працювали з Бібером над «One Time», а також R&B-співачкою Крістіною Міліаною та за участі репера Ludacris.
Сингл вийшов для цифрового завантаження 18 січня 2010 року. Пісня одразу потрапила у ротацію і 26 січня 2010 року офіційно з'явилася у ефірах радіоформатів mainstream та rhythmic. Ця пісня написана в стилі R&B, з поєднанням елементів денс-попу та хіп-хопу, з помітним впливом ду-вопу. Пісня отримала позитивні відгуки від критиків, які похвалили текст та приспів, високо оцінили участь Ludacris можливість додати пісні урбан-твісту.
Пісня мала комерційний успіх, посівши перші сходинки чартів Франції та Шотландії, та увійшли в першу десятку музичних хіт-парадів Великої Британії, Канади, Сполучених Штатів, Австралії, Норвегії, Японії, Ірландії, Угорщини, Бельгії (Фландрії), Словаччини та Нової Зеландії. Музичне відео на пісню зняте в торговому центрі та у боулінгу. У кліпі, де Бібер бігає за дівчиною, знялися Дрейк, Ліл Твіст і Тінаші. Станом на травень 2013 року продажі пісні сягнули 3,9 мільйонів цифрових завантажень у США.
Музичне відео посідає 26 сходинку серед найпопулярніших відео на YouTube, а також, станом на серпень 2018 року має найбільшу кількість дизлайків на YouTube. Це було найпопулярніше відео на YouTube з 12 липня 2010 року, відколи кількість переглядів перевищила кількість переглядів кліпу Lady Gaga «Bad Romance», до 24 листопада 2012 року, коли його за кількістю переглядів перегнало відео PSY «Gangnam Style». Декілька разів Бібер виконував цю пісню, зокрема, в ефірі Суботнього вечора в прямому ефірі, і дев'ятого сезону American Idol. Бібер також виконав акустичний ремікс пісні з Дрейком у 2010 році на церемонії нагородження Juno Awards 2010. Офіційний ремікс у Великій Британії випустив британський хіп-хоп виконавець Chipmunk.

## Передумови та написання
«Baby» написана Бібером з Крістофером "Трікі" Стюартом і Теріусом «The-Dream» Нешом, які раніше працювали з Бібером над «One Time», а також R&B-співачкою і тодішньою дружиною The-Dream, Крістіною Міліаною та за участі репера Ludacris. Відповідаючи на питання, як почалася ця співпраця, Бібер сказав: «[Ludacris і я] обоє живемо в Атланті. Я познайомився з ним за рік до цього, і ми вирішили, що було ідеальна співпраця для нього, тому ми запросили його для роботи над цим.» Бібер вперше презентував пісню 28 грудня 2009 року на MuchMusic. За кілька днів до випуску сингла, Бібер опублікував акустичну версію пісні на своєму каналі у YouTube зі своїм гітаристом Деном Кантером, як він раніше зробив з релізом «Favorite Girl». Billboard написав про це так: "Бібер демонструє свій характерно чистий вокал і є досить переконливим: «My first love broke my heart for the first time / and I'm like, 'baby, baby, baby, no!' I thought you'd always be mine. (укр. Моє перше кохання вперше розбило моє серце / і я немов, 'дитина, дитина, дитина, ні!' я думав, що ти завжди будеш моєю.)» Також Білл Лемб в огляді акустичної версії для About.com зазначив: «я думаю, що вокал тут переконає деяких, що Джастін Бібер дійсно має вокальну хватку».

## Стиль і композиція
Пісня переважно оптимістична, з R&B-вокалом Бібера та фоновим насиченим танцювальним ритмом, повною музичною клавіатурою і «диско-зв'язками» синтезаторів. Пісня написана в тональності мі-бемоль мажор, а вокальний діапазоном Бібера охоплює діапазон від низької ноти G3 до високої ноти C5. За словами Джоді Розена з Rolling Stone, пісня «поєднує грайливий ду-воп п'ятдесятих з хіп-хоп пісень» порівнюючи стиль та текст пісні «My first love broke my heart for the first time/And I was like/Baby, baby, baby, ooooh/I thought you'd always be mine» з баладами п'ятдесятих, таких як «Tears on My Pillow», «Why Do Fools Fall in Love» та «Earth Angel». Лірично, в пісні Бібер розкриває свої страждання через втрачену любов і обіцяє повернути її в таких рядках: «And I wanna play it cool/But I'm losin' you…/I'm in pieces/So come and fix me…» (укр. І я хочу тримати себе в руках/Але я втрачаю тебе.../Я розбитий на шматки/Крихітко, збери мене...). Приспів відрізняється чітким і повторюваним гуком «baby, baby, baby, ohhhh (nooooo)» (укр. дитина, дитина, дитина, оооо (нііііі)). Після другого куплета, Ludacris розпочинає вірш-реп, історію свого юного кохання, коли йому було тринадцять років, про що він співає так: «When I was 13/I had my first love/She had me going crazy/Oh, I was star-struck/She woke me up daily/Don't need no Starbucks…» (укр. Коли мені було 13/У мене було перше кохання/Вона робила мене божеволіє/О, я обожнював її/Вона будила мене щодня/Не потрібен був ніякий Starbucks...).
Найвідомішим фрагментом пісні є «Baby, Baby baby oh. Like baby, baby baby oh» (укр. Дитя, дитина, оу. Як дитина, дитина, дитина оу). За цими крилатими словами впізнають цю пісню.

## Реакції критиків
Нік Левін з Digital Spy відчув, що пісня «не відрізнялася від того, що нам дали раніше», але відчув, що творіння Трікі та The-Dream допомогли дати пісні «простий», «великий» приспів про «дитяче кохання», що працює. Мелані Бертолді з Billboard заявила: «Виконання у середньому темпі, безперечно, має заразний приспів, повинен задовольнити підліткових фанатів Бібера, а коротка участь Ludacris додає привабливий уран-твіст». Бертолді продовжила: «Протистояння додає шар зрілості до репертуару Бібера і повинен ще більше зміцнити його наростаючи присутність в чартах». Журнал Rap-Up зазначив, що «солодка поп-їжа отримує трохи ввічливої вуличної репутації серед підліткової аудиторії завдяки Ludacris.» Джоді Розен з Rolling Stone високо оцінила вінтажний ду-воп пісні та мотиви 50-х, у поєднанні з хіп-хоп-виконанням, і відзначила, що пісня має "один з найприємніших приспів зі створених The-Dream і Трікі Стюартом, які разом працювали над «Umbrella» та «Single Ladies». Люк О'Нілл з Бостон глоуб дав змішаний відгук про пісню, назвавши участь Ludacris «безглуздою», і сказав, що пісня «має ефект музичного анахронізму, хоча і привабливого, але в цьому розгінному процесі рециркуляції всі стилі відразу перемелюється, мов зерно млином».

## Позиції в чартах
У Сполучених Штатах «Baby» дебютувала на п'ятій сходинці чарту Billboard Hot 100, ставши найрезультативнішою піснею Бібера в чартах США. Це був найкращий результат Бібера у цьому хіт-параді, допоки його сингл «Boyfriend» не дебютував у на другій сходинці чарту у квітні 2012 року. Вона також стала найуспішнішою піснею Ludacris на сьогоднішній день, у сольному виконанні чи за участі інших артистів, пісня пісні «Glamorous» 2007 року. «Baby» втратив свої найвищі позиції після випуску пісні Тейлор Свіфт «Today Was a Fairytale», що дебютувала на другому щаблі хіт-параду. Це стала третя в історії Billboard Hot 100 коли пара пісень дебютувала в топ-5 чарту. Останній випадок до того стався в 2003 році, коли дебютні сингли учасників American Idol Рубена Студдарда та Клея Айкена посіли першу та другу сходинку хіт-параду. Під час першого тижня ротації на радіо пісня отримала понад 1400 спінів, і стала лідером за зростанням популярності у ефірах радіоформатів mainstream та rhythmic. Пісня дебютувала на 33 позиції чарту Pop Songs 13 лютого 2010 року. За приростом популярності пісню згодом перевершила пісня Kesha «Blah Blah Blah». Проте, наступного тижня пісня відбулося зростання популярності пісні і вона піднялася до двадцять п'ятої сходинки хіт-параду, і згодом сягнула шістнадцятої позиції. 2 серпня 2010 року пісня була сертифікована Американською асоціацією компаній звукозапису як двократно платинова з продажами у 2.000.000 примірників. Станом на травень 2013 року, продажі пісні сягнули 3,9 мільйона цифрових завантажень у США. З урахуванням стрімінгових показників, Американською асоціацією компаній звукозапису в 2013 році пісня була оцінена як найсертифікованіша пісня всіх часів, єдиною, що стала дванадцятикратною платиновою (до цього рекорд належав пісні Елтона Джона «Candle in the Wind 1997», що була одинадцятикрано платиновою).
У Канаді «Baby» дебютувала на третій сходинці чарту Canadian Hot 100, ставши найуспішнішою піснею Бібера в канадському хіт-параді. 8 лютого 2010 року пісня дебютувала в Австралії на тридцять сьомій позиції чарту ARIA Charts. Через дванадцять тижнів падінь і підйомів у чарті, сингл досяг сягнув третьої сходинки. «Baby» була сертифікована як платиновий сингл Австралійською асоціацією компаній звукозапису з продажами у 70.000 примірників. У Новій Зеландії пісня після дебюту посіла дев'ятнадцяту сходинку чарту. Після декількох тижнів підйомів і спадів «Baby» піднялася до четвертої позиції чарту. Наступного тижня пісня опустилася до п'ятої сходинки, і після декількох тижнів спадів і підйомів вона знову здобула піднялася на четверту сходинку. Відтоді сингл був сертифікований як платиновий Новозеландською асоціацією компаній звукозапису. 14 березня 2010 року пісня сягнула третього щабля британського чарту UK Singles Chart. Наступного тижня «Baby» опустилася до четвертої сходинки, але піднявся 28 березня 2010 року повернулась на попередню третю позицію.. «Baby» також посіла другу сходинку британського чарту R&B Singles Chart. Станом на червень 2012 року продажі «Baby» у Об'єднаному Королівстві сягнули 442.432 примірників.

## Музичне відео
Знімання кліпу почали 25 січня 2010 року в Лос-Анджелесі. Знятий компаніями Universal CityWalk та Lucky Strike Lanes та зрежисований Реєм Кеєм, який раніше режисував відео, зокрема, для Бейонсе, Lady Gaga, Александри Берк та Шеріл Коул. Ludacris сказав, що відео «нагадує версію 2010 року „The Way You Make Me Feel“ Майкла Джексона». Бібер сказав, що відео «захопить посланням пісні про спробу повернути дівчину». Розповідаючи про концепцію відео, Бібер сказав: «На початку, мені дуже подобається дівчина, але в нас нічого не вийшло; ми не могли бути разом. Здебільшого я хочу її повернути, і я дещо хвилююся через це. Я переслідую її всюди, намагаюся здобути її прихильність, вона корчить з себе недотрогу, але я наполегливий. Я стою на своєму.» Прем'єра відео відбулася ексклюзивно на Vevo в п'ятницю, 19 лютого 2010 року. Співачка та актриса Джасмін Віллегас грає дівчину в яку закоханий Бібер у кліпі. Друзі Бібера, артисти лейблу Young Money Дрейк і Ліл Твіст також з'явилися у відео, разом з Тінаші та джеркін-групою The Rangers.
Події відео розгортаються у торгово-розважальному центрі з боулінгом тощо. Після випуску відео, MTV назвав відео як новою версією «The Way You Make Me Feel», зазначивши: «…а у хореографії використано кілька рухів що нагадують Джексона.» MTV в огляді також додає, що «значна частина подій відео відбувається в боулінгу, є також сцени Бібером в інших локаціях, де він тусуватися з Ludacris, робить місячну ходу, бавиться з волоссям і обнімається на камеру. Незважаючи ігнорування його дівчиною, Бібер остаточно перемагає її. Відео закінчується, коли пара йде ввечері тримаючись за руки.»
Billboard в огляді відео зазначив: «Ці нові танцювальні рухи, які він демонструє, можуть означати лише одне: у всьому світі серця підлітків тануть прямо зараз.» У липні 2010 року кліп став найпопулярнішим відео в історії YouTube, доки його за кількістю переглядів не перевищив хіт PSY «Gangnam Style» у листопаді 2012 року.
Станом на жовтень 2018 року відео переглянули понад 1,9 мільярда разів на відеохостингу YouTube, і воно стало 27-м за кількістю переглядів на сайті.

## Виступи наживо
Бібер презентував акустичну версію пісні на телеканалі MuchMusic. Він виконав пісню на VH1 Pepsi Super Bowl Fan Jam разом з іншими виконавцями, зокрема, Ріанною, JoJo і Timbaland, а також в програмі Рання шоу каналу CBS в рамках програми Super Bowl. Вперше він виконав пісню з Ludacris 6 лютого 2009 року в благодійній програмі SOS: Saving Ourselves — Help for Haiti Telethon каналу BET, що також транслювалася на VH1 та MTV. Під час приспіву він змінив слова на «Baby, baby, Haiti», щоб продемонструвати підтримку постраждалим, і причину, з якою всі разом зібралися на шоу. В тиждень випуску альбому він виконав пісню в програмах The View (ток-шоу) та 106 & Park. Бібер також виконав пісню на церемонії нагородження Kids Choice Awards 2010 27 березня. Бібер виконав цю пісню разом з «U Smile» у вісімнадцятому епізоді тридцяти п'ятого сезону Суботнього вечора в прямому ефірі. Бібер виконав акустичну версію пісні під час фристайлу зі своїм хорошим другом Дрейком на церемонії нагородження Juno Awards 2010. У квітні 2010 року Бібер зазначив, що через зміну голосу він більше не може виконувати всі ноти в «Baby», і для виступів наживо знижує тональність. Бібер виконав цю пісню в Сіднеї, Австралія 26 квітня 2010 року у програмі Sunrise  після того, як публічний виступ був скасований. Бібер також виконав пісню 11 травня 2010 року на Опра Вінфрі. Бібер виконав пісню 4 червня 2010 року у шоу The Today Show разом з «Never Say Never», «Somebody to Love» та «One Time». Він виконав пісню разом із «Somebody to Love» на церемонії нагородження MuchMusic Video Awards 2010.

## Кавери
Джазовий піаніст Джекі Террессон зі своїм тріо зробив кавер на «Baby», який увійшов до його альбому 2012 року Gouache.

## Пародії
Yes We Canberra зробили пародію на пісні, висміюючи лідера опозиції Тоні Ебботта під час підготовки до австралійських федеральних виборів 2010 року.

## Трек-лист
| США: цифрове завантаження | США: цифрове завантаження   | США: цифрове завантаження |
| #                         | Назва                       | Тривалість                |
| ------------------------- | --------------------------- | ------------------------- |
| 1.                        | «Baby» (за участі Ludacris) | 3:34                      |

| Австралія: цифрове завантаження | Австралія: цифрове завантаження | Австралія: цифрове завантаження |
| #                               | Назва                           | Тривалість                      |
| ------------------------------- | ------------------------------- | ------------------------------- |
| 1.                              | «Baby» (за участі Ludacris)     | 3:36                            |
| 2.                              | «Baby» (музичне відео)          | 3:39                            |

| UK Chipmunk Remix | UK Chipmunk Remix                             | UK Chipmunk Remix |
| #                 | Назва                                         | Тривалість        |
| ----------------- | --------------------------------------------- | ----------------- |
| 1.                | «Baby» (Ремікс Chipmunk) (за участі Chipmunk) | 3:41              |

## Чарти та сертифікації
| Чарт (2010–11)                                       | Найвища позиція |
| ---------------------------------------------------- | --------------- |
| Австралія (ARIA)                                     | 3               |
| Австрія (Ö3 Austria Top 75)                          | 27              |
| Бельгія (Ultratop Flanders)                          | 12              |
| Бельгія (Ultratop Wallonia)                          | 13              |
| Бразилія Brazil Airplay (Crowley Broadcast Analysis) | 4               |
| Канада (Canadian Hot 100)                            | 3               |
| Чехія (IFPI)                                         | 20              |
| Данія (Tracklisten)                                  | 13              |
| Європа (European Hot 100 Singles)                    | 2               |
| Франція (SNEP)                                       | 1               |
| Німеччина (Media Control AG)                         | 22              |
| Угорщина (Single Top 40)                             | 9               |
| Ірландія (IRMA)                                      | 7               |
| Ізраїль (Media Forest)                               | 5               |
| Японія (Japan Hot 100)                               | 2               |
| Нідерланди (Dutch Top 40)                            | 23              |
| Нова Зеландія (RIANZ)                                | 4               |
| Норвегія (VG-lista)                                  | 3               |
| Шотландія (Official Charts Company)                  | 1               |
| Словаччина (IFPI)                                    | 10              |
| Іспанія (PROMUSICAE)                                 | 34              |
| Швеція (Sverigetopplistan)                           | 25              |
| Швейцарія (Media Control AG)                         | 25              |
| Велика Британія (Official Charts Company)            | 3               |
| Велика Британія (UK R&B Chart)                       | 2               |
| США (Billboard Hot 100)                              | 5               |
| США (Hot Dance Airplay) (Billboard)                  | 24              |
| США (Hot R&B/Hip-Hop Songs) (Billboard)              | 96              |
| США (Latin Pop Airplay) (Billboard)                  | 31              |
| США (Mainstream Top 40) (Billboard)                  | 16              |
| США (Rhythmic) (Billboard)                           | 11              |

| Регіон                                                                                          | Сертифікація   | Продажі    |
| ----------------------------------------------------------------------------------------------- | -------------- | ---------- |
| Австралія (ARIA)                                                                                | 4× Платиновий  | 280 000^   |
| Бельгія (BEA)                                                                                   | Золотий        | 15.000*    |
| Данія (IFPI Denmark)                                                                            | Золотий        | 15.000^    |
| Японія (RIAJ)                                                                                   | Золотий        | 100.000^   |
| Нова Зеландія (RIANZ)                                                                           | Платиновий     | 0*         |
| Норвегія (IFPI Norway)                                                                          | 3× Платиновий  | 0*         |
| Велика Британія (BPI)                                                                           | Платиновий     | 600 000    |
| США (RIAA)                                                                                      | 12× Платиновий | 3.900.000† |
| *продажі, що базуються лише на сертифікаціях ^відвантаження, що базуються лише на сертифікаціях |                |            |

| Чарт (2010)           | Позиція |
| --------------------- | ------- |
| Франція (SNEP)        | 4       |
| США Billboard Hot 100 | 44      |

## Історія випуску
| Регіон                | Дата           | Формат               |
| --------------------- | -------------- | -------------------- |
| США                   | 18 січня 2010  | Цифрове завантаження |
| США                   | 26 січня 2010  | Mainstream radio     |
| Австралія             | 29 січня 2010  | Цифрове завантаження |
| Німеччина             | 22 лютого 2010 | Цифрове завантаження |
| Німеччина             | 5 березня 2010 | CD-сингл             |
| Франція               | 22 лютого 2010 | CD-сингл             |
| Об'єднане Королівство | 7 березня 2010 | Цифрове завантаження |